# True Love (singel)
True Love – trzeci singel z albumu Ghost Stories autorstwa brytyjskiego zespołu Coldplay. Ukazał się 14 sierpnia 2014 r. Teledysk do utworu został wyreżyserowany przez Jonasa Åkerlunda. Wystąpili w nim Chris Martin i Jessica Lucas.

## Lista utworów
| Nr | Tytuł utworu | Długość |
| -- | ------------ | ------- |
| 1. | „True Love”  | 4:05    |
|    |              | 4:05    |

## Pozycje na listach przebojów
| Państwo | Lista                         | Najwyższa pozycja | Tygodni na liście |
| ------- | ----------------------------- | ----------------- | ----------------- |
| Belgia  | Ultratop 50                   | 3                 | 5                 |
| Belgia  | Ultratop 50 Singles (Walonia) | 12                | 5                 |